# Alain Lunzenfichter
Alain Lunzenfichter, né le 10 mars 1949 dans le 12e arrondissement de Paris, est un journaliste sportif et écrivain français, spécialiste des Jeux olympiques et des compétitions multisports. 
Ancien rédacteur en chef adjoint du journal L'Équipe de 1975 à 2013, il était chargé des questions liées à l'olympisme. Il a collaboré à Canal+ pendant plusieurs années pour la couverture de l'athlétisme, les marathons et les Jeux olympiques de 1988, 1992 (7 d'or pour la couverture L'Équipe-Canal +), 1996. En 2006, il devient le président de l'Association mondiale des journalistes olympiques (2006-2014), puis président d'honneur en 2014. 
Il s'occupe du développement du journalisme à travers le monde en faisant de nombreuses conférences notamment en Afrique. Il a été désigné journaliste du siècle en haltérophilie en 1999 par l’Association des Journalistes sportifs et Journaliste emblématique pour la fédération Française d’athlétisme en 2020. 
Il collabore avec le Comité international olympique (CIO) et son Centre d’études. Il est considéré comme l'un des meilleurs spécialistes mondiaux de l'histoire olympique.

## Biographie
Ancien athlète spécialisé dans les courses de fond dans les années 1970, il crée dès la fin de sa carrière sportive une revue spécialisée, Courir. En 1975, il devient rédacteur au journal L'Équipe et couvre essentiellement les épreuves d'athlétisme ainsi que les Jeux olympiques. En 1981, il est un des fondateurs de l'Association des organisateurs de marathon à Honolulu.  
Investi dans le syndicalisme, Alain Lunzenfichter devient membre de l'Union syndicale des journalistes de sport français en 1977 et en devient le secrétaire général (1993-1999) puis premier vice-président (1999-2005). En 1993, il entre à l'Association internationale de la presse sportive (AIPS) et en devient le vice-président en 1997 puis le premier vice-président en (2001-2005) et membre d'honneur (2005-) après avoir créé la journée de la presse sportive le 2 juillet de chaque année pour commémorer la création de l'AIPS le 2 juillet 1924 à Paris durant les Jeux olympiques.  
Il a présenté, en 1994, avec le professeur Gérard Saillant, un dossier au Ministère de la Santé qui préconise le remboursement du sport par la sécurité sociale. 
Depuis les Jeux olympiques d'été de 1960 à Rome, où il s'était rendu en compagnie de son père, Alain Lunzenfichter a assisté à 25 éditions des Jeux olympiques. Il participe au relais de la flamme olympique à cinq reprises, portant le flambeau lors des Jeux de 2004 à Athènes, 2006 à Turin, 2008 à Pékin, 2012 à Londres puis de 2012 à Rio de Janeiro.  
Il est membre de cinq Hall of Fame : de la fédération internationale d'haltérophilie à Melbourne (1993), des journalistes olympiques par le président du Comité international olympique, Thomas Bach (2015) à Kuala Lumpur, de la fédération internationale du cinéma et télévision sportive (FICTS) à Milan (2016), des gloires du sport français (2016) et du pentathlon moderne (2023). Il est également nommé au sein de diverses commissions du CIO depuis de longues années, dont celles des réformes (1999) mais aussi de la presse, de la culture et de la communication aux côtés de Guy Canivet, Tony Estanguet et Guy Drut.

## Carrière de dirigeant
- Secrétaire général de la section athlétisme de la VGA Saint Maur (1975-1978).
- Secrétaire général de la Commission décathlon olympique moderne au CNOSF (1976-1978).
- Membre de la commission ministérielle (arrêté du directeur des sports, Jacques Perrilliat du 19 octobre 1978) de développement de la course sur route durant le ministère Soisson (quatre courses sur route en 1972... près de 6 000 quelques années plus tard).
- Membre du Comité d'organisation des « Soirées Perrier » pour le développement de l'athlétisme de masse à partir de 1973. Deux records du monde y furent améliorés dont celui de Guy Drut sur 110 m haies.
- Organisateur de plusieurs grandes épreuves internationales dont le cross et le semi-marathon de L'Équipe mais surtout il participe à la montée en puissance du marathon de Paris avec Raymond Lorre (1976-1992).
- Membre de la Commission des médias du CIJM (Comité international des Jeux méditerranéens) (2002-2010) puis conseiller du président Amar Addadi (2010-2021). Membre (2021-2023) puis président (2021-) de la commission communication et marketing. A participé à toutes les éditions des Jeux méditerranéens depuis ceux d'Alger en 1975.
- Membre du Comité exécutif du CIFP (Comité International pour le Fair Play) (2002-2009).
- Membre de la commission Ad-Hoc d’étude sur le développement du pentathlon moderne (2002-) et membre de sa commission Pierre de Coubertin (2008-).
- Membre de la Commission marketing et communication de la fédération internationale du Cinéma et de la télévision sportives (2014-).
- Membre de l'Académie des sports (2019).
- A participé à l’équipe qui a travaillé à la reconnaissance de « l’esprit olympique » par le ministère de la culture français finalement intégré par celui-ci à l’inventaire du patrimoine culturel immatériel français (2019).

## Carrière sportive
Il est en par ailleurs cinq fois vainqueur (1969 à 1973) du Challenge Nungesser attribué par le CNOSF (Comité national olympique et sportif français) pour récompenser le meilleur athlète complet durant douze ans de carrière. Enfin, il lui est attribué le prix du meilleur Racingman en 1971.

## Carrière d’officiel
- Membres depuis de nombreuses années de commissions du Comité international olympique pour la lutte contre le dopage, la réforme du CIO, la presse, la culture et la communication.
- Responsable des relations entre l'AIPS, la FIFA et le Comité français d'organisation (CFO)  dans l'organisation de la presse pour la Coupe du monde de football de 1998 en France. (1997-1998)
- Membre de la commission de terminologie sportive du ministère de la Jeunesse et des Sports (1995-2001).
- Membre de l'Agence de prévention sportive de lutte contre le dopage du CNOSF (1997-1998).
- Président du challenge de la ville la plus sportive de L'Équipe (2007-2014).
- Membre de la (FISF) Fédération des internationaux du sport français (2015-2017), vice-président (2017-2018)

## Honneur et distinctions

### Distinctions
- Titulaire de l’ordre olympique (1996) et de la Médaille Pierre-de-Coubertin (2007) attribués par le Comité international olympique (CIO).
- Docteur Honoris Causa en philosophie de l’Université Yongin en Corée du Sud.
- Il est médaille d’or du Sénat Français (1991), de l’Académie des sports (2004), de la Fédération internationale d'haltérophilie (1991), de lutte (2008) et de pentathlon moderne (2014).
- Médaille d'argent de la Ville de Paris (1994).
- Diplôme du Fair Play de l'A.F.S.V.F.P (1995).
- Membre d'honneur du Comité olympique et sportif roumain (2011)
- Médaille d’or du Comité national olympique de la République du Kazakhstan (2017).
- Médaille d'or de la Fédération française d'athlétisme (2018).
- Il est titulaire de plusieurs dizaines de médailles de villes françaises dont Lille, Paris, Reims, Lorient, Gap, Lannion, Saint-Quentin et beaucoup d’autres.
- Membre d’honneur de l’association des anciens du journal L’Equipe (2019).
- A reçu, le 8 novembre 2019, à Athènes, le trophée de la carrière par l’association internationale des organisateurs des courses sur route (AIMS) pour avoir travaillé à la promotion de la course sur route durant sa carrière. Il succède à Frank Shorter, Rosa Mota ou encore Haile Gebreselassie et Ingrid Kristiansen.
- Est décoré de l’Ordre du mérite des Jeux Méditerranéens en octobre 2021.
- Obtient le Prix Jacques Marchand "L'esprit sportif des les médias" au cours des Iris d'or organisé par le Comité français pour le Fair Play en novembre 2023.
- Obtient la médaille Pierre de Coubertin de l'Union Internationale de pentathlon moderne lors de son congrès à Ryad en novembre 2024.

### Décorations
- Chevalier de la Légion d'honneur (2002).
- Chevalier dans l'Ordre national du Mérite (1987), Officier (1996).
- Chevalier dans l'Ordre des Palmes académiques (1990).
- Chevalier dans l'Ordre des Arts et des Lettres (1996).
- Médaille de bronze de la jeunesse et des sports française (1981).
- Médaille d'argent de jeunesse et des sports française (1986).
- Médaille d'or de la jeunesse et des sports française (1995).
- Médaille d'argent de l’éducation physique et des Sports monégasque (1988).
- Médaille de vermeil de l’éducation physique et des Sports monégasque (2004).
- Chevalier de l’ordre de Saint-Charles de la principauté de Monaco (2016).